# Diplarrena
Diplarrena är ett släkte av irisväxter. Diplarrena ingår i familjen irisväxter.
Kladogram enligt Catalogue of Life:
| Diplarrena | \| \| Diplarrena latifolia \| \| \| \| \| \| Diplarrena moraea \| \| \| \| |
|            | \| \| Diplarrena latifolia \| \| \| \| \| \| Diplarrena moraea \| \| \| \| |
|            | Diplarrena latifolia                                                       |
|            |                                                                            |
|            | Diplarrena moraea                                                          |
|            |                                                                            |

## Bildgalleri

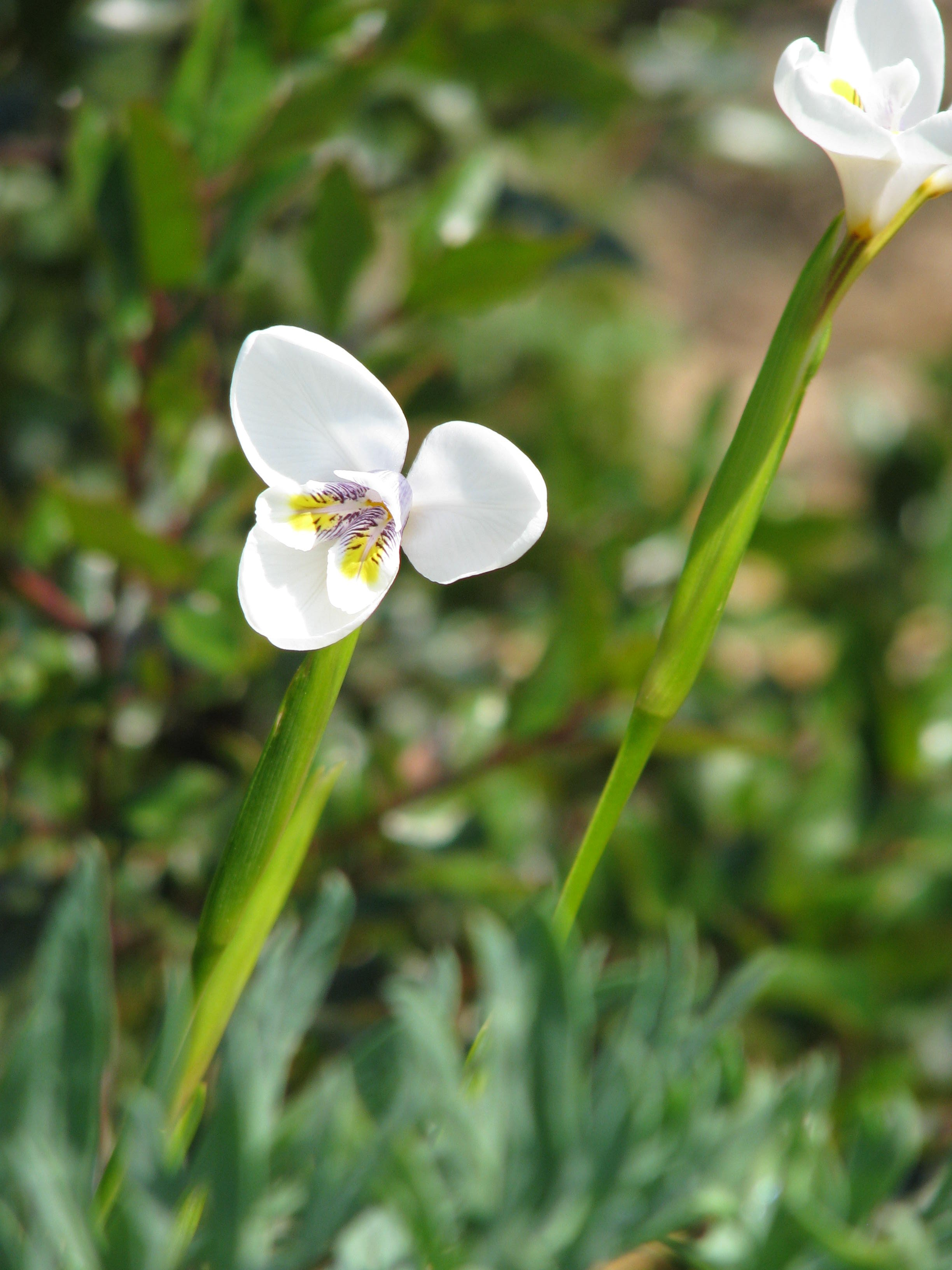
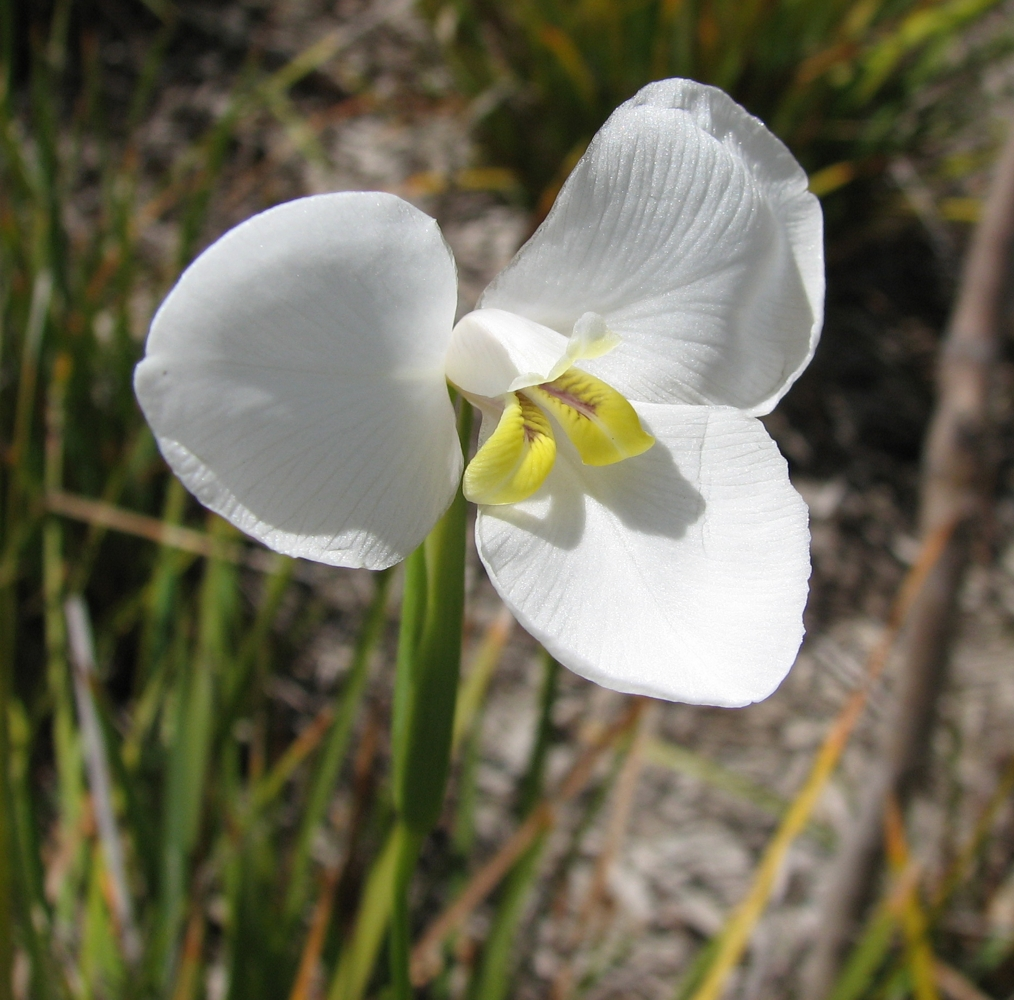
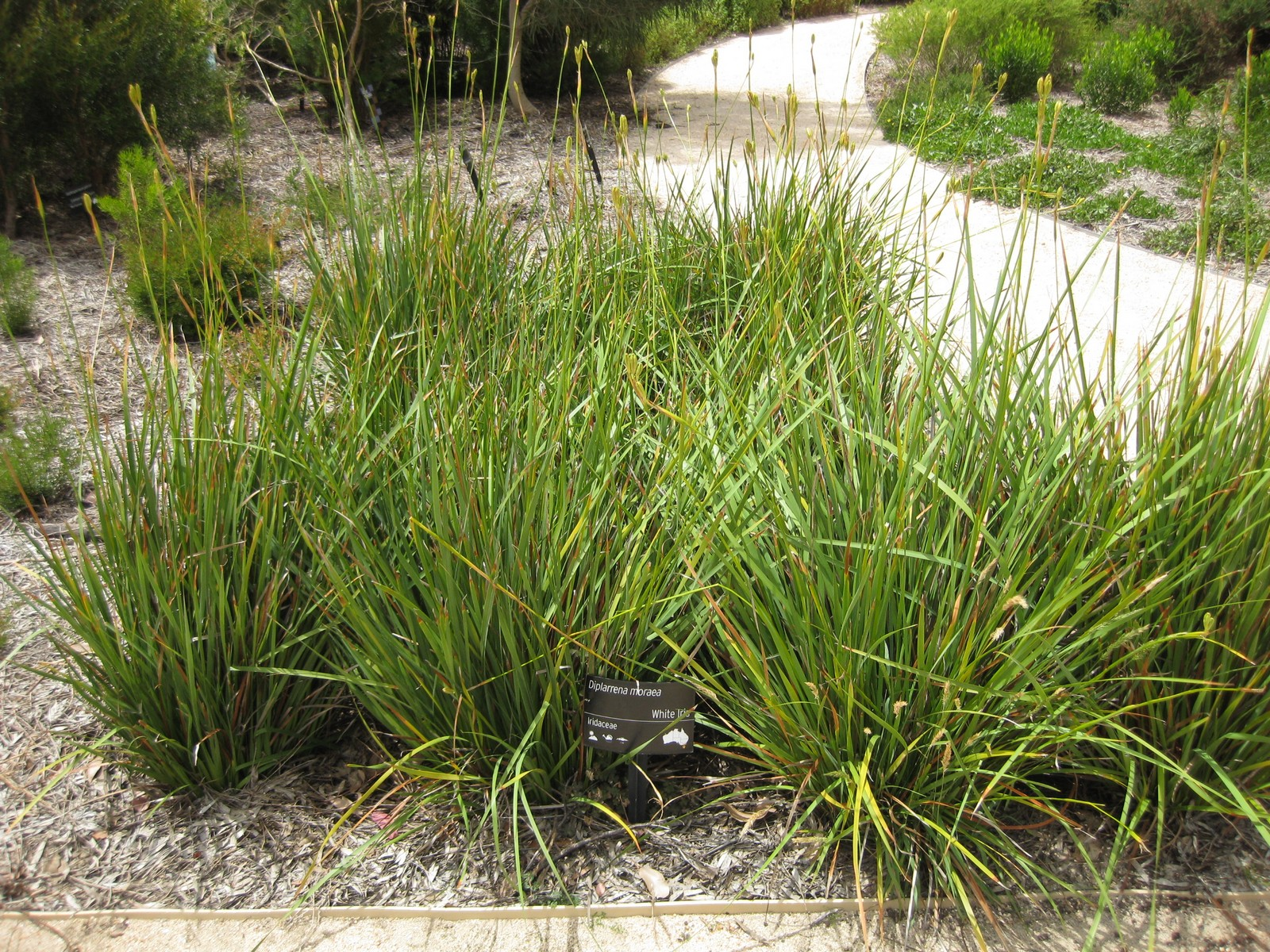